# Diego Capel
Diego Capel (Albox, Almería, 16 de febrero de 1988)  es un exfutbolista español que jugaba como centrocampista. Se hizo reconocido por jugar en el Sevilla F.C..

## Trayectoria
Diego Capel nació el 16 de febrero de 1988 en Albox (Almería).
Cuando contaba con 12 años de edad el FC Barcelona se fijó en un pequeño futbolista de la Selección de fútbol de Almería dirigida por el entrenador de Olula del Río, Francisco Garre. El conjunto culé habló con la familia de Diego y tanto él como su familia entendieron que era una oportunidad que no podían rechazar y aceptaron, ingresando en la residencia de La Masía. Parecía que la carrera de Diego Capel comenzaba a estar bien encaminada pero no se adaptó a su nueva vida y se vio sumido en un estado casi depresivo ante su inadaptación, por lo que antes de acabar la temporada decidió regresar a su casa.
Capel triunfó en su primer año en el Sevilla, tanto que el Barcelona se volvió a interesar por él, pero finalmente se quedó en el equipo andaluz.
Vio cumplido su sueño de jugar en Primera División con el Sevilla el 24 de octubre de 2004 ante el Atlético de Madrid, en el minuto 87, cuando entró al terreno de juego por Antonio López. De esta forma se convirtió en el segundo jugador más joven en la historia del Sevilla. Solo le supera José Antonio Reyes, jugador con el que le han comparado varias veces.
Con la selección española sub-17 se proclamó Campeón de Europa en un torneo en el que fue observado por ojeadores del Manchester United, los cuales quedaron convencidos de la gran calidad del almeriense.[cita requerida]
En 2007 pertenecía ya al primer equipo del Sevilla FC. Con dicho club consigue 6 títulos, 3 a nivel nacional y 3 a nivel internacional.
En verano de 2011 fue traspasado al Sporting de Portugal por una cantidad cercana a los 3,5 millones de euros, más 200.000 euros por cada clasificación por la UEFA Champions League. En el equipo lisboeta jugó un total de 143 partidos en los que marcó 16 goles y dio 24 asistencias.
En 2015 fichó por el Genoa C.F.C de Italia,donde permanecerá una temporada, para fichar en la temporada 2016/17 por el equipo belga del R.S.C. Anderlecht de la Primera División.
En 2017 no renovó su acuerdo con el R.S.C. Anderlecht, quedando sin equipo para esa temporada y regresando a España. Durante ese periodo, el futbolista andaluz esperó a que llegaran grandes ofertas, pero estas no aparecieron, por lo que pasó por un momento complicado en su carrera. Con 28 años y 12 como profesional se ejercitaba con un entrenador personal. Reconoció que no tomó la mejor decisión de no seguir en Bélgica. Un año más tarde, en agosto de 2018, el Extremadura U.D., equipo que ese año ascendió a la Segunda División de España, anunció su contrato para dos temporadas.
Sin equipo desde que finalizara la temporada 2018-19, en enero de 2020 firmó con el Birkirkara maltés. Debido a la Pandemia de COVID-19, con el consecuente parón de la liga, sólo jugó 40 minutos en partido contra el Gzira United en el que marcó a los dos minutos de ingresar en el campo.
En septiembre de 2020 estuvo a punto de fichar por el Dinamo Bucarest, pero al ir a firmar con el club rumano y ver la inestabilidad que sufría el club decidió no hacerlo.
El 15 de febrero de 2022, firma por el Irodotos FC de la Segunda Superliga de Grecia. Allí permaneció solo unos meses, hasta que en julio terminó su vinculación.
En octubre de 2023 anunció su retirada del futbol tras 16 temporadas en activo.

## Selección nacional

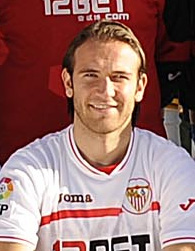
Diego Capel en 2010.

Ha sido internacional con la selección de fútbol sub-17 de España, sub-19 (jugando un europeo y consiguiendo el oro), sub-20 (mundial de Canadá 2007) y lo fue con la sub-21 en 14 ocasiones.
El 20 de agosto de 2008, Vicente Del Bosque, en su primer partido como seleccionador de España, le hizo debutar con el combinado absoluto, en un encuentro amistoso contra Dinamarca.

## Clubes
| Club                 | País     | Año       |
| -------------------- | -------- | --------- |
| Sevilla Atlético     | España   | 2004-2007 |
| Sevilla FC           | España   | 2004-2011 |
| Sporting de Portugal | Portugal | 2011-2015 |
| Genoa CF             | Italia   | 2015-2016 |
| RSC Anderlecht       | Bélgica  | 2016-2017 |
| Extremadura UD       | España   | 2018-2019 |
| Birkirkara           | Malta    | 2020      |
| Irodotos FC          | Grecia   | 2022      |

## Palmarés

### Campeonatos nacionales
| Título              | Club                 | País     | Año       |
| ------------------- | -------------------- | -------- | --------- |
| Copa del Rey        | Sevilla FC           | España   | 2007      |
| Supercopa de España | Sevilla FC           | España   | 2007      |
| Copa del Rey        | Sevilla FC           | España   | 2010      |
| Copa de Portugal    | Sporting de Portugal | Portugal | 2015      |
| Jupiler Pro League  | Anderlecht           | Bélgica  | 2016-2017 |

### Torneos internacionales
| Título              | Club          | País    | Año  |
| ------------------- | ------------- | ------- | ---- |
| Eurocopa sub-19     | España sub-19 | Polonia | 2006 |
| Copa de la UEFA     | Sevilla       | España  | 2006 |
| Supercopa de Europa | Sevilla       | España  | 2006 |
| Copa de la UEFA     | Sevilla       | España  | 2007 |
| Eurocopa sub-21     | España sub-21 | España  | 2011 |

### distinciones individuales
- Escudo de Oro de Albox: 2017[14]